# Domagoj Antolić
Domagoj Antolić (ur. 30 czerwca 1990 w Zagrzebiu) – chorwacki piłkarz grający na pozycji środkowego pomocnika.

## Kariera klubowa
Swoją karierę piłkarską Antolić rozpoczął w klubie NK Ponikve w wieku 6 lat. Jako dziesięciolatek podjął treningi w juniorach Dinama Zagrzeb. W 2007 roku awansował do pierwszego zespołu Dinama. W pierwszej lidze chorwackiej zadebiutował 8 marca 2008 w wygranym 1:0 domowym meczu z Hajdukiem Split, gdy w 90. minucie zmienił Lukę Modricia. W debiutanckim sezonie wywalczył z Dinamem dublet – mistrzostwo oraz Puchar Chorwacji.
W 2008 roku Antolić został wypożyczony do drugoligowego innego klubu z Zagrzebia, Lokomotivy. W sezonie 2008/2009 wywalczył z nim awans z drugiej do pierwszej ligi. Sezon 2009/2010 także rozpoczął w Lokomotivie, a w jego połowie wrócił do Dinama, z którym wywalczył tytuł mistrza kraju. W sezonie 2010/2011, w którym rozegrał jeden mecz w Dinamie, sięgnął po swój drugi dublet w karierze (mistrzostwo oraz puchar kraju). W trakcie sezonu odszedł do Lokomotivy, w której grał do 2013 roku.
Latem 2013 Antolić ponownie został zawodnikiem Dinama, w którym z czasem został mianowany kapitanem. W sezonie 2013/2014 został z Dinamem mistrzem kraju, a w sezonie 2014/2015 wywalczył z nim dublet. 4 stycznia 2018 roku dołączył do Legii Warszawa. Z warszawskim klubem podpisał trzyletnią umowę. 9 lutego 2018 zadebiutował w barwach Legii w wygranym meczu 22 kolejki Ekstraklasy z Zagłębiem Lubin. Spędził na murawie 90 minut i został ukarany żółtą kartką. 20 maja 2018, w wygranym wyjazdowym meczu 37 kolejki Ekstraklasy z Lechem Poznań, zdobył pierwszą bramkę w barwach Legii Warszawa. W sezonie 2017/2018, dzięki odpowiedniej liczbie występów w barwach Dinama (15 występów ligowych i 2 pucharowe) oraz Legii (12 występów ligowych i 3 pucharowe), zdobył 2 mistrzostwa oraz 2 puchary kraju – odpowiednio Chorwacji i Polski.
| Sezon   | Klub               | Kraj      | Rozgrywki   | Mecze | Gole |
| ------- | ------------------ | --------- | ----------- | ----- | ---- |
| 2007/08 | Dinamo Zagrzeb     | Chorwacja | Prva HNL    | 5     | 0    |
| 2008/09 | Lokomotiva Zagrzeb | Chorwacja | Druga HNL   | 16    | 6    |
| 2009/10 | Lokomotiva Zagrzeb | Chorwacja | Prva HNL    | 11    | 1    |
| 2009/10 | Dinamo Zagrzeb     | Chorwacja | Prva HNL    | 10    | 0    |
| 2010/11 | Dinamo Zagrzeb     | Chorwacja | Prva HNL    | 1     | 0    |
| 2010/11 | Lokomotiva Zagrzeb | Chorwacja | Prva HNL    | 6     | 1    |
| 2011/12 | Lokomotiva Zagrzeb | Chorwacja | Prva HNL    | 25    | 4    |
| 2012/13 | Lokomotiva Zagrzeb | Chorwacja | Prva HNL    | 29    | 8    |
| 2013/14 | Dinamo Zagrzeb     | Chorwacja | Prva HNL    | 26    | 2    |
| 2014/15 | Dinamo Zagrzeb     | Chorwacja | Prva HNL    | 13    | 0    |
| 2015/16 | Dinamo Zagrzeb     | Chorwacja | Prva HNL    | 24    | 0    |
| 2016/17 | Dinamo Zagrzeb     | Chorwacja | Prva HNL    | 23    | 4    |
| 2017/18 | Dinamo Zagrzeb     | Chorwacja | Prva HNL    | 15    | 0    |
| 2017/18 | Legia Warszawa     | Polska    | Ekstraklasa | 12    | 1    |
| 2018/19 | Legia Warszawa     | Polska    | Ekstraklasa | 25    | 0    |
| 2019/20 | Legia Warszawa     | Polska    | Ekstraklasa | 32    | 3    |
| 2020/21 | Legia Warszawa     | Polska    | Ekstraklasa | 8     | 0    |

aktualne na dzień 10 stycznia 2021

## Kariera reprezentacyjna
Antolić grał w młodzieżowych reprezentacjach Chorwacji na różnych szczeblach wiekowych. W dorosłej reprezentacji Chorwacji zadebiutował 12 listopada 2014 roku w przegranym 1:2 towarzyskim meczu z Argentyną, rozegranym w Londynie.

## Sukcesy

### Dinamo Zagrzeb
- Mistrzostwo Chorwacji: 2007/2008, 2009/2010, 2010/2011, 2013/2014, 2014/2015, 2015/2016, 2017/2018
- Puchar Chorwacji: 2007/2008, 2014/2015, 2015/2016, 2017/2018
- Superpuchar Chorwacji: 2013

### Legia Warszawa
- Mistrzostwo Polski: 2017/2018, 2019/2020
- Puchar Polski: 2017/2018